# Filmes de 1935 da Paramount Pictures

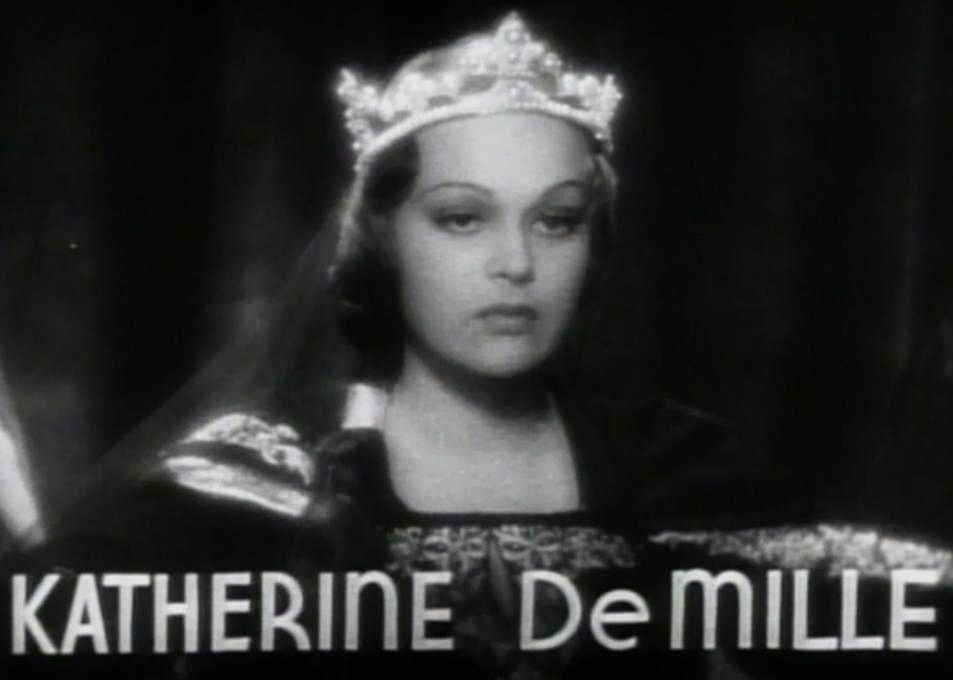
Katherine DeMille em The Crusades

Em 1935, a Paramount Pictures lançou um total de cinquenta e oito filmes.

## Destaques
As produções mais significativas foram:
- The Crusades, épico de Cecil B. DeMille mal recebido tanto pelo público quanto pela crítica, com "um roteiro que tinha a vivacidade de um trabalho escolar"[1]
- The Devil Is a Woman, comédia dramática com um visual barroco, um fracasso comercial que marcou o fim da parceria entre Marlene Dietrich e Josef von Sternberg
- The Gilded Lily, leve e bem sucedida comédia romântica, que se beneficiou do forte elenco central (Claudette Colbert, Fred MacMurray e Ray Milland)
- The Glass Key, drama criminal baseado em romance de Dashiell Hammett, com trama intrincada, muita ação e bons diálogos, um sucesso de crítica e público
- Hands Across the Table, elogiada comédia que consolidou o prestígio do diretor Mitchell Leisen, levou Carole Lombard ao estrelato e apontou o caminho do sucesso para Fred MacMurray[1]
- Lanceiros da Índia, drama de ação exaltando o colonialismo britânico, um dos maiores campeões de bilheteria do estúdio em todos os tempos[1]
- Mary Burns, Fugitive, eficiente thriller com Sylvia Sidney mais uma vez no papel de heroína sofredora
- Mississippi, musical que uniu Bing Crosby a W. C. Fields, o que resultou em grande sucesso popular
- Peter Ibbetson, "fantasia romântica e mística baseada no romance de George Du Maurier, exaltada pelos surrealistas".[2] com dupla central (Gary Cooper e Ann Harding) mal escalada[1]
- Private Worlds, melodrama cuja ação se passa em um sanatório para doentes mentais, uma novidade na época, valeu uma indicação ao Oscar a Claudette Colbert
- Ruggles of Red Gap, comédia indicada ao Oscar, com magnífica atuação do geralmente sisudo Charles Laughton, bem secundado por ZaSu Pitts e Maude Eburne
- So Red the Rose, luxuoso drama que fracassou nas bilheterias, lembra um pouco Gone With the Wind ao focalizar as desditas de uma família sulista durante a Guerra de Secessão[2]

## Prêmios Oscar
Oitava cerimônia, com os filmes exibidos em Los Angeles em 1935:
| Filme                        | Indicações | Premiações         |
| ---------------------------- | --- | ------------------ |
| All the King's Horses        | Coreografia | ---                |
| The Big Broadcast of 1936    | Coreografia | ---                |
| The Crusades                 | Fotografia | ---                |
| The Lives of a Bengal Lancer | Filme Direção Roteiro (categoria subdividida em 1940) Direção de Arte Gravação de Som Montagem Diretor Assistente | Diretor Assistente |
| Peter Ibbetson               | Trilha Sonora | ---                |
| Private Worlds               | Atriz (Claudette Colbert)                                                                                         | ---                |
| Ruggles of Red Gap           | Filme | ---                |
| The Scoundrel                | História Original                                                                                                 | História Otiginal  |

### Prêmios Especiais ou Técnicos
- Paramount Productions, Inc: Prêmio Científico ou Técnico (Classe III - Menção Honrosa, recomendada pela Comissão de Juízes), "pelo projeto e construção da reveladora de transparências de turbina de ar"[4]

## Os filmes de 1935
| Título original               | Título PT/BR            | Título PT/PT                  | Astros                             | Diretor                       |
| ----------------------------- | ----------------------- | ----------------------------- | ---------------------------------- | ----------------------------- |
| Accent on Youth               | Com Qual dos Dois?      | Juventude Triunfante          | Sylvia Sidney, Herbert Marshall    | Wesley Ruggles                |
| All the King's Horses         | Os Cavaleiros do Rei    |                               | Carl Brisson, Mary Ellis           | Frank Tuttle                  |
| Annapolis Farewell            | O Último Comando        |                               | Richard Cromwell, Tom Brown        | Alexander Hall                |
| Bar 20 Rides Again            | Sinal de Fogo           |                               | William Boyd, James Ellison        | Howard Bretherton             |
| Behold My Wife                | Casados Por Despeito    |                               | Sylvia Sidney, Gene Raymond        | Mitchell Leisen               |
| The Big Broadcast of 1936     | Ondas Sonoras de 1936   |                               | Jack Oakie, George Burns           | Norman Taurog                 |
| The Bride Comes Home          | Roubada do Altar        | A Noiva Que Volta             | Claudette Colbert, Fred MacMurray  | Wesley Ruggles                |
| Car 99                        |                         |                               | Fred MacMurray, Ann Sheridan       | Charles Barton                |
| College Scandal               | Escândalo na Academia   |                               | Kent Taylor, Arline Judge          | Elliott Nugent                |
| Coronado                      |                         |                               | Johnny Downs, Jack Haley           | Norman Z. McLeod              |
| The Crusades                  | As Cruzadas             |                               | Loretta Young, Henry Wilcoxon      | Cecil B. DeMille              |
| The Devil Is a Woman          | Mulher Satânica         | O Diabo É Uma Mulher          | Marlene Dietrich, Lionel Atwill    | Josef von Sternberg           |
| The Eagle's Brood             | Olho de Águia           |                               | William Boyd, James Ellison        | Howard Bretherton             |
| Enter Madame                  | Entrez, Madame          | Meu Marido Vai Casar          | Elissa Landi, Cary Grant           | Elliott Nugent                |
| Every Night at Eight          | Às Oito em Ponto        |                               | George Raft, Alice Faye            | Raoul Walsh                   |
| Father Brown, Detective       |                         |                               | Walter Connolly, Paul Lukas        | Edward Sedgwick               |
| Four Hours to Kill!           | Quatro Horas Para Matar |                               | Richard Barthelmess, Joe Morrison  | Mitchell Leisen               |
| The Gilded Lily               | O Lírio Dourado         |                               | Claudette Colbert, Fred MacMurray  | Wesley Ruggles                |
| The Glass Key                 | A Chave de Vidro        |                               | George Raft, Edward Arnold         | Frank Tuttle                  |
| Goin' to Town                 | Senhora da Alta Roda    |                               | Mae West, Paul Cavanagh            | Alexander Hall                |
| Hands Across the Table        | Corações Unidos         |                               | Carole Lombard, Fred MacMurray     | Mitchell Leisen               |
| Here Comes Cookie             | Pobre Milionária        |                               | George Burns, Gracie Allen         | Norman Z. McLeod              |
| Hold 'Em, Yale                | Doida Pela Farda        |                               | Buster Crabbe, Patricia Ellis      | Sidney Lanfield               |
| Home on the Range             | Perigo à Frente         |                               | Jackie Coogan, Randolph Scott      | Arthur Jacobson               |
| Hop-A-Long Cassidy            | Vida e Aventura         |                               | William Boyd, James Ellison        | Howard Bretherton             |
| The Last Outpost              | Guerreiros da África    |                               | Cary Grant, Claude Rains           | Louis Gasnier, Charles Barton |
| Little America                |                         |                               | Documentário                       | Frances March, Ewing Scott    |
| The Lives of a Bengal Lancer  | Lanceiros da Índia      |                               | Gary Cooper, Franchot Tone         | Henry Hathaway                |
| Love in Bloom                 | Louco por Ti            | Louco por Ti                  | George Burns, Gracie Allen         | Elliott Nugent                |
| The Man on the Flying Trapeze |                         |                               | W. C. Fields, Mary Brian           | Clyde Bruckman                |
| Mary Burns, Fugitive          | A Fugitiva              |                               | Sylvia Sidney, Melvyn Douglas      | William K. Howard             |
| McFadden's Flats              |                         |                               | Walter C. Kelly, Richard Cromwell  | Ralph Murphy                  |
| Men Without Names             | Homens Sem Nomes        |                               | Fred MacMurray, Madge Evans        | Ralph Murphy                  |
| Millions in the Air           | Castelos no Ar          |                               | John Howard, Wendy Barrie          | Ray McCarey                   |
| Mississippi                   | Mississippi             |                               | Bing Crosby, W. C. Fields          | Edward Sutherland             |
| One Hour Late                 |                         |                               | Helen Twelvetrees, Joe Morrison    | Ralph Murphy                  |
| Paris in Spring               | Primavera em Paris      |                               | Mary Ellis, Tulio Carminati        | Lewis Milestone               |
| People Will Talk              | Conquistador Por Acaso  |                               | Mary Boland, Charles Ruggles       | Alfred Santell                |
| Peter Ibbetson                | Amor Sem Fim            |                               | Gary Cooper, Ann Harding           | Henry Hathaway                |
| Private Worlds                | Mundos Íntimos          |                               | Claudette Colbert, Charles Boyer   | Gregory La Cava               |
| The Rocky Mountain Mystery    | O Inválido Poderoso     |                               | Randolph Scott, Kathleen Burke     | Charles Barton                |
| Ruggles of Red Gap            | Vamos à América         | O Extravagante Senhor Ruggles | Charles Laughton, Mary Boland      | Leo McCarey                   |
| Rumba                         | Rumba                   |                               | George Raft, Carole Lombard        | Marion Gering                 |
| The Scoundrel                 | O Energúmeno            |                               | Noel Coward, Julie Haydon          | Ben Hecht, Charles MacArthur  |
| Scrooge                       |                         |                               | Sir Seymour Hicks, Donald Calthrop | Henry Edwards                 |
| Shanghai)                     | Changai                 |                               | Loretta Young, Charles Boyer       | James Flood                   |
| Ship Cafe                     | A Grande Surpresa       |                               | Carl Brisson, Mady Christians      | Robert Florey                 |
| Smart Girl                    | Bonita e Ladina         |                               | Ida Lupino, Kent Taylor            | Aubrey Scotto                 |
| So Red the Rose               | Noivado na Guerra       | Paz na Guerra                 | Margaret Sullavan, Walter Connolly | King Vidor                    |
| Stolen Harmony                | Harmonia Roubada        |                               | George Raft, Grace Bradley         | Alfred Werker                 |
| This Woman Is Mine            |                         |                               | Gregory Ratoff, John Loder         | Monty Banks                   |
| Two-Fisted                    | Pugilismo Social        |                               | Lee Tracy, Grace Bradley           | James Cruze                   |
| Two for Tonight               | O Cupido e a Secretária |                               | Bing Crosby, Joan Bennett          | Frank Tuttle                  |
| The Virginia Judge            | Cumpra-se a Lei         |                               | Walter C. Kelly, Robert Cummings   | Edward Sedgwick               |
| Wanderer of the Wasteland     | Cavaleiro Errante       |                               | Dean Jagger, Gail Patrick          | Otho Lovering                 |
| Wings in the Dark             | Asas nas Trevas         |                               | Myrna Loy, Cary Grant              | James Flood                   |
| Wings Over Ethiopia           |                         |                               | Documentário                       | L. Wenschler                  |
| Without Regret                | A Mulher do Outro       |                               | Elissa Landi, Paul Cavanagh        | Harold Young                  |